# جائزة كوريا الكبرى 2012
جائزة كوريا الكبرى 2012 (بالكورية: 2012년 코리아 그랑프리)‏ هو سباق فورمولا 1
أقيم بتاريخ 14 أكتوبر 2012 في حلبة كوريا الدولية، كوريا الجنوبية، وأحد سباقات بطولة العالم لسباقات فورمولا 1 موسم 2012، وكان أول المنطلقين مارك ويبر.
فاز بالمركز الأول  سباستيان فيتل، وكان صاحب أسرع لفة مارك ويبر.